# Universidad de Colorado en Boulder
La Universidad de Colorado en Boulder (CU Boulder, CU o Colorado) es una universidad pública de investigación ubicada en Boulder, Colorado, Estados Unidos. Fundada en 1876, cinco meses antes de que Colorado se convirtiera en estado, es la universidad insignia del sistema de la Universidad de Colorado. CU Boulder es miembro de la Asociación de Universidades Americanas, considerada una Ivy Pública y está clasificada entre las universidades R1: Doctorado – Actividad investigadora muy alta.
La universidad consta de nueve facultades y escuelas y ofrece más de 150 programas académicos, con más de 35.000 estudiantes matriculados en enero de 2022. En 2021, la universidad recibió más de 634 millones de dólares en apoyo a la investigación y gastó 536 millones de dólares en investigación y desarrollo, según la Fundación Nacional de Ciencias, lo que la sitúa en el puesto 50 a nivel nacional.  Recibe la mayor cantidad de subvenciones de la NASA para tecnología astrofísica entre todas las instituciones académicas y es la única universidad del mundo que ha enviado instrumentos a todos los planetas del Sistema Solar.
Los Colorado Buffaloes compiten en 17 deportes universitarios y son miembros de la Conferencia Big 12 de la División I de la NCAA. Los Buffaloes han ganado 28 campeonatos nacionales: 20 en esquí, siete en total en campo a través masculino y femenino, y uno en fútbol americano. La universidad ha formado a 10 medallistas olímpicos. Entre sus exalumnos, profesores e investigadores se incluyen 12 ganadores del Premio Nobel (de los cuales 5 estaban afiliados a la universidad cuando se otorgaron los premios), 10 ganadores del Premio Pulitzer, 11 becarios MacArthur, un ganador del Premio Turing, 20 astronautas y 2 jueces asociados de la Corte Suprema de los Estados Unidos.

## Historia

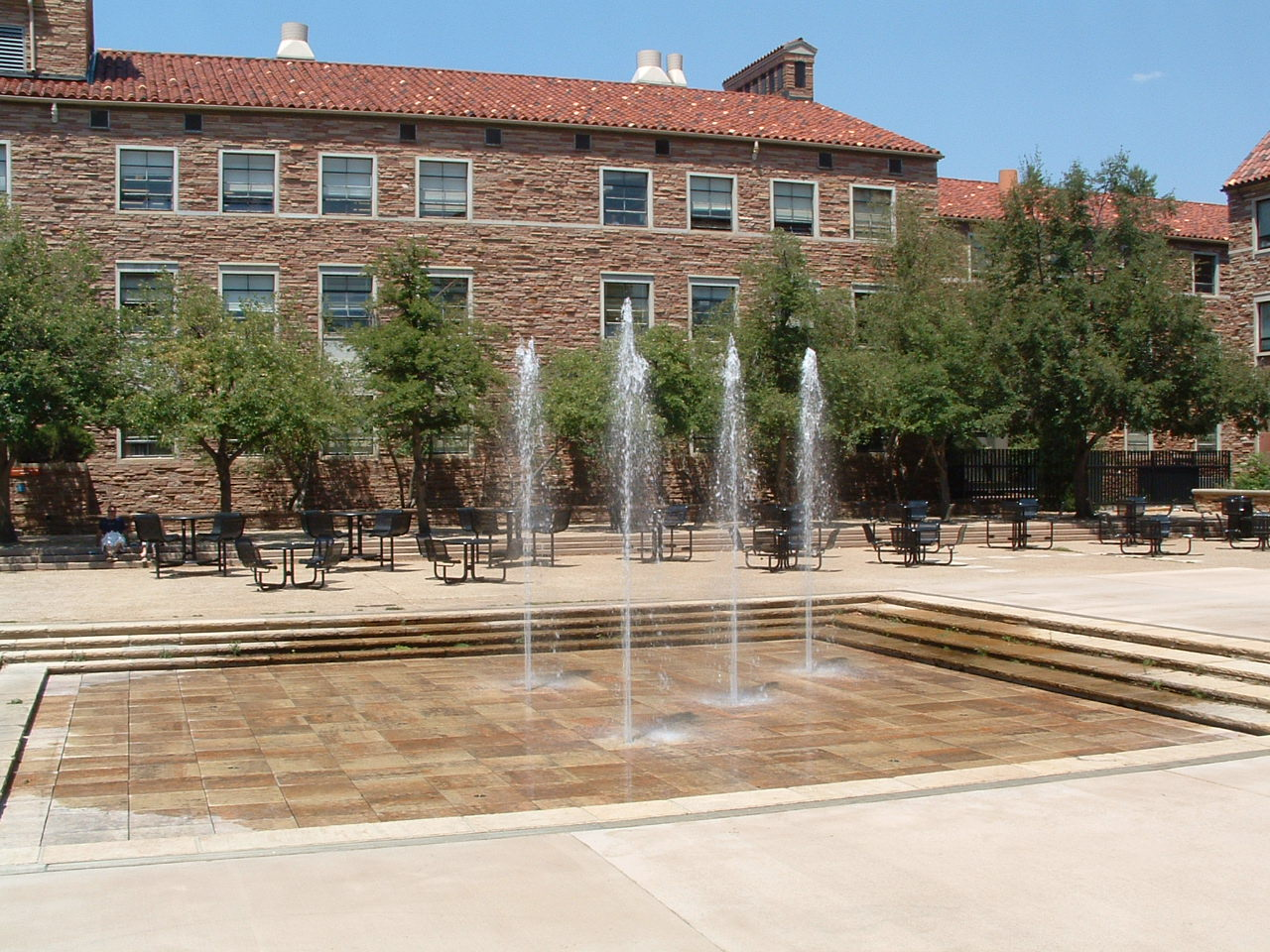
Facultad de química de la Universidad de Colorado en Boulder

El 14 de marzo de 1876, la legislatura territorial de Colorado aprobó una enmienda a la constitución estatal que proporcionaba fondos para la creación de la Universidad de Colorado en Boulder, la Escuela de Minas de Colorado en Golden y la Facultad Agrícola de Colorado en Fort Collins.
Dos ciudades compitieron por ser la sede de la Universidad de Colorado: Boulder y Cañon City. El premio de consolación para la ciudad perdedora era albergar la nueva prisión estatal de Colorado. Cañon City estaba en desventaja, ya que ya era la sede de la prisión territorial de Colorado (ahora hay seis prisiones en el área de Cañon City).
La primera piedra del edificio que se convirtió en Old Main se colocó el 20 de septiembre de 1875. Las puertas de la universidad se abrieron el 5 de septiembre de 1877. En aquella época, había pocas escuelas secundarias en el estado que pudieran preparar adecuadamente a los estudiantes para los estudios universitarios, por lo que, además de la universidad, se creó una escuela preparatoria en el campus. En el otoño de 1877, el alumnado estaba compuesto por 15 estudiantes en la universidad propiamente dicha y 50 estudiantes en la escuela preparatoria. Había 38 hombres y 27 mujeres, y sus edades oscilaban entre los 12 y los 23 años. 
Durante la Segunda Guerra Mundial, Colorado fue una de las 131 universidades del país que participaron en el Programa de Formación Universitaria de la Marina V-12, que ofrecía a los estudiantes la posibilidad de ingresar en la marina. 
La CU contrató a su primera profesora, Mary Rippon, en 1878. Contrató a su primer profesor afroamericano, Charles H. Nilon, en 1956, y a su primera bibliotecaria afroamericana, Mildred Nilon, en 1962. Su primera graduada afroamericana, Lucile Berkeley Buchanan, obtuvo su título en 1918.

## Deporte
Los equipos deportivos de la universidad se denominan Colorado Buffaloes.

## Profesores

### Profesores ganadores delPremio Nobel
- Sidney Altman - Química (1989)
- Thomas R. Cech - Química (1989)
- Eric A. Cornell - Física (2001)
- John L. Hall - Física (2005)
- Herbert Kroemer - Física (2000)
- Carl Wieman - Física (2001)